# 플로리스 (1999년 영화)
《플로리스》(영어: Flawless)는 미국에서 제작된 조엘 슈매커 감독의 1999년 하이스트 영화이다. 로버트 드니로 등이 출연하였고, 제인 로즌솔 등이 제작에 참여하였다.

## 출연진
- 로버트 드니로
- 필립 시모어 호프먼
- 스킵 서더스
- 배리 밀러
- 크리스 바워
- 대프니 루빈베가
- 로리 코크런
- 주드 치컬렐라
- 마크 마골리스
- 빅터 러숙
- 존 이노스
- 마두르 자프리

## 기타 제작진
- 공동 제작: 캐럴라인 배런
- 배역: 맬리 핀
- 미술: 얀 룰프스
- 의상: 대니얼 올랜디